# Ejima Kiseki
Ejima Kiseki (jap. 江島 其磧; * 1666 oder 1667 in Kyōto; † 20. Juli 1735 oder 1736) war ein japanischer Schriftsteller. Sein eigentlicher Name war Murase Gonnojō (村瀬 権之丞). Nach dem Tod seines Vaters 1694 nahm er dann den Rufnamen Shōzaemon (庄左衛門) an, den schon sein Großvater und Vater trugen.
Ejima wuchs als Sohn eines Händlers in Kyōto auf und unternahm nach dessen Tod 1694 den Familienbetrieb. Er begann seine Laufbahn als
Textautor für den Puppenspieler Matsumoto Judayū. Hier wurde Andō Jishō auf ihn aufmerksam, der ihn für seinen Hachimonjiya-Verlag unter Vertrag nahm. In dem populären Kyōtoer Verlag veröffentlichte er, beginnend mit Yakusha kuchijamisen (1699) eine Reihe von Schauspielerporträts (yakusha hyōbanki), die mit den Illustrationen Nishikawa Sukenobus außerordentlichen Erfolg hatten.
Nachdem diese Werke unsigniert oder unter dem Namen Andōs erschienen waren, gründete Ejima 1710 den eigenen Verlag Ejimaya Ichirōzaemon und trennte sich 1712 von Andō. In diesem Verlag veröffentlichte er Werke wie Akindo gunbai uchiwa (商人軍配団; „Des Händlers Befehlsfächer“, 1712) und Yakei tabi tsuzura (野傾旅葛籠; „Der Reisekorb der Kurtisane“, 1712). Ab 1718 arbeitete er wieder mit Andō zusammen, und 1723 löste er den eigenen Verlag auf.
Mit dem 1715 erschienenen Werk Seken musuko katagi (世間子息気質, „Charakterbilder junger Männer unserer Zeit“) begründete Ejima die Gattung katagi-mono, wobei es sich um Sammlungen satirisch überhöhter Charakterbilder handelte, die jeweils um ein Thema gruppiert wurden. Dem erfolgreichen Werk folgten Charakterbilder wie Seken musume katagi (世間娘容気, „Charakterbilder junger Frauen unserer Zeit“, 1717), Ukiyo oyaji katagi (浮世親仁形気; „Typen von Väterchen der vergangenen Zeit“, 1720) und Seken tedai katagi (世間手代気質; „Charakterbilder von Ladengehilfen unserer Zeit“, 1730) nach. Das Genre wurde später u. a. von Tada Nanrei, Ueda Akinari und Nagai Dōkiyū aufgegriffen.